# Potamethus mucronatus
Potamethus mucronatus is een borstelworm uit de familie Sabellidae. Het lichaam van de worm bestaat uit een kop, een cilindrisch, gesegmenteerd lichaam en een staartstukje. De kop bestaat uit een prostomium (gedeelte voor de mondopening) en een peristomium (gedeelte rond de mond) en draagt gepaarde aanhangsels (palpen, antennen en cirri).
Potamethus mucronatus werd in 1923 voor het eerst wetenschappelijk beschreven door Moore.